# El Abadia
El Abadia (în arabă العبادية) este o comună din provincia Aïn Defla, Algeria.
Populația comunei este de 40.697 de locuitori (2008).